# Gmina Pleasant (hrabstwo Cass, Iowa)

Położenie Gminy Pleasant w hrabstwie Cass

Gmina Pleasant (ang. Pleasant Township) – gmina w USA, w stanie Iowa, w hrabstwie Cass. Według danych z 2000 roku gmina miała 1301 mieszkańców.